# The Art of Live
The Art of Live – album koncertowy grupy Queensrÿche wydany w 2004 roku. Na płycie zamieszczono dwa utwory wykonane wspólnie z Dream Theater – covery utworów Pink Floyd i The Who. 

## Lista utworów
1. „Tribe” – 6:09
2. „Sign of the Times” – 3:39
3. „Open” – 4:40
4. „Losing Myself” – 4:08
5. „Desert Dance” – 4:14
6. „The Great Divide” – 4:39
7. „Rhythm of Hope” – 3:37
8. „My Global Mind” – 4:18
9. „Roads to Madness” – 5:09
10. „Della Brown” – 6:21
11. „Anybody Listening?” – 6:48
12. „Breaking the Silence” – 4:37
13. „The Needle Lies” – 3:14
14. „Best I Can” – 5:30